# Eleições parlamentares europeias de 1979
As eleições parlamentares europeias de 1979 foram realizadas em todos os 9 estados membros da Comunidade Europeia, de então. Elas foram as primeiras eleições europeias, a serem realizadas, permitindo que os cidadãos elegessem 410 deputados para o Parlamento Europeu, e também a primeira eleição na história internacional. 
Os lugares no Parlamento tinham sido atribuídos aos estados em função da população e, em alguns casos foram divididos em círculos, mas os membros, de acordo com grupos políticos.
As eleições decorreram entre 7 e 10 de Junho de 1979, com um eleitorado de 191 783 528 eleitores e uma afluência às urnas de 63%.

## Resultados
| Eleições parlamentares europeias de 1979 - Resultados anunciados em 17 de Julho de 1979 | Eleições parlamentares europeias de 1979 - Resultados anunciados em 17 de Julho de 1979 | Eleições parlamentares europeias de 1979 - Resultados anunciados em 17 de Julho de 1979 | Eleições parlamentares europeias de 1979 - Resultados anunciados em 17 de Julho de 1979 | Eleições parlamentares europeias de 1979 - Resultados anunciados em 17 de Julho de 1979 | Eleições parlamentares europeias de 1979 - Resultados anunciados em 17 de Julho de 1979 | Eleições parlamentares europeias de 1979 - Resultados anunciados em 17 de Julho de 1979 |
| Grupo                                                                                   | Grupo                                                                                   | Ideologia                                                                               | Presidido por                                                                           | MEPs                                                                                    | MEPs                                                                                    | MEPs                                                                                    |
| --------------------------------------------------------------------------------------- | --------------------------------------------------------------------------------------- | --------------------------------------------------------------------------------------- | --------------------------------------------------------------------------------------- | --------------------------------------------------------------------------------------- | --------------------------------------------------------------------------------------- | --------------------------------------------------------------------------------------- |
|                                                                                         | SOC                                                                                     | Social-democracia                                                                       | Ernest Glinne                                                                           | 113                                                                                     |                                                                                         |                                                                                         |
|                                                                                         | EPP                                                                                     | Democracia cristã                                                                       | Egon Klepsch                                                                            | 107                                                                                     |                                                                                         |                                                                                         |
|                                                                                         | ED                                                                                      | Conservadorismo                                                                         | James Scott-Hopkins                                                                     | 64                                                                                      |                                                                                         |                                                                                         |
|                                                                                         | COM                                                                                     | Comunismo, Socialismo                                                                   | Giorgio Amendola                                                                        | 44                                                                                      |                                                                                         |                                                                                         |
|                                                                                         | LD                                                                                      | Liberalismo                                                                             | Martin Bangemann                                                                        | 40                                                                                      |                                                                                         |                                                                                         |
|                                                                                         | EPD                                                                                     | Gaullismo, Conservadorismo, Nacionalismo                                                | Christian de La Malène                                                                  | 22                                                                                      |                                                                                         |                                                                                         |
|                                                                                         | GTI                                                                                     | Diverso                                                                                 | Marco Pannella Neil Blaney Jens-Peter Bonde                                             | 11                                                                                      |                                                                                         |                                                                                         |
|                                                                                         | NI                                                                                      | Independentes                                                                           | nenhum                                                                                  | 9                                                                                       | Total: 410                                                                              | Fontes:                                                                                 |

## Partido vencedor por País
| País               | Partido | Partido                        | Votos      | %    | Deputados |
| ------------------ | ------- | ------------------------------ | ---------- | ---- | --------- |
| Alemanha Ocidental |         | Partido Social-Democrata       | 11 370 045 | 40,8 | 35 / 81   |
| Bélgica            |         | Partido Popular Cristão        | 1 607 941  | 29,5 | 7 / 24    |
| Dinamarca          |         | Partido Social-Democrata       | 382 487    | 21,8 | 3 / 15    |
| França             |         | União pela Democracia Francesa | 5 588 851  | 27,6 | 25 / 81   |
| Grécia (1981)      |         | PASOK                          | 2 278 030  | 40,1 | 10 / 24   |
| Irlanda            |         | Fianna Fáil                    | 464 451    | 34,7 | 5 / 15    |
| Itália             |         | Democracia Cristã              | 12 774 320 | 36,5 | 29 / 81   |
| Luxemburgo         |         | Partido Popular Social Cristão | 352 296    | 36,1 | 3 / 6     |
| Países Baixos      |         | Apelo Democrata-Cristão        | 2 017 743  | 35,6 | 10 / 25   |
| Reino Unido        |         | Partido Conservador            | 6 508 492  | 48,4 | 60 / 81   |

## Deputados por País
| País               | Grupo   | Grupo   | Grupo   | Grupo   | Grupo   | Grupo   | Grupo  | Grupo  |
| País               | SOC     | PPE     | ED      | COM     | LD      | EPD     | GTI    | NI     |
| ------------------ | ------- | ------- | ------- | ------- | ------- | ------- | ------ | ------ |
| Alemanha Ocidental | 35 / 81 | 42 / 81 | -       | -       | 4 / 81  | -       | -      | -      |
| Bélgica            | 7 / 24  | 10 / 24 | -       | -       | 4 / 24  | -       | 1 / 24 | 2 / 24 |
| Dinamarca          | 4 / 16  | -       | 3 / 16  | 1 / 16  | 3 / 16  | 1 / 16  | 4 / 16 | -      |
| França             | 22 / 81 | 8 / 81  | -       | 19 / 81 | 17 / 81 | 15 / 81 | -      | -      |
| Grécia (1981)      | 10 / 24 | 8 / 24  | -       | 4 / 24  | -       | -       | -      | 2 / 24 |
| Irlanda            | 4 / 15  | 4 / 15  | -       | -       | 1 / 15  | 5 / 15  | 1 / 15 | -      |
| Itália             | 13 / 81 | 30 / 81 | -       | 24 / 81 | 5 / 81  | -       | 5 / 81 | 4 / 81 |
| Luxemburgo         | 1 / 6   | 3 / 6   | -       | -       | 2 / 6   | -       | -      | -      |
| Países Baixos      | 9 / 25  | 10 / 25 | -       | -       | 4 / 25  | -       | -      | 2 / 25 |
| Reino Unido        | 18 / 81 | -       | 61 / 81 | -       | -       | 1 / 81  | -      | 1 / 81 |

## Partidos por Grupos

### Grupo Socialista (SOC)
| País               | Partido                                 | Deputados | CI. | Resultado    |
| ------------------ | --------------------------------------- | --------- | --- | ------------ |
| Alemanha Ocidental | Partido Social-Democrata                | 35 / 81   | 1.º | 40,8 / 100,0 |
| Bélgica            | Partido Socialista (Flandres)           | 3 / 13    | 2.º | 20,9 / 100,0 |
| Bélgica            | Partido Socialista (Valónia)            | 4 / 11    | 1.º | 27,4 / 100,0 |
| Dinamarca          | Partido Social-Democrata                | 3 / 15    | 1.º | 21,8 / 100,0 |
| Dinamarca          | Avante (Groenlândia)                    | 1 / 1     | 1.º | 55,3 / 100,0 |
| França             | Partido Socialista                      | 22 / 81   | 2.º | 23,5 / 100,0 |
| Grécia (1981)      | PASOK                                   | 10 / 24   | 1.º | 40,1 / 100,0 |
| Irlanda            | Partido Trabalhista                     | 4 / 15    | 3.º | 14,5 / 100,0 |
| Itália             | Partido Socialista Italiano             | 9 / 81    | 3.º | 11,0 / 100,0 |
| Itália             | Partido Socialista Democrático Italiano | 4 / 81    | 5.º | 4,3 / 100,0  |
| Luxemburgo         | Partido Socialista dos Trabalhadores    | 1 / 6     | 3.º | 21,6 / 100,0 |
| Países Baixos      | Partido do Trabalho                     | 9 / 25    | 2.º | 30,4 / 100,0 |
| Reino Unido        | Partido Trabalhista                     | 17 / 78   | 2.º | 31,6 / 100,0 |
| Reino Unido        | Partido Social Democrata e Trabalhista  | 1 / 3     | 2.º | 25,5 / 100,0 |

### Grupo do Partido Popular Europeu (EPP)
| País               | Partido                            | Deputados | CI.  | Resultado    |
| ------------------ | ---------------------------------- | --------- | ---- | ------------ |
| Alemanha Ocidental | União Democrata-Cristã             | 34 / 81   | 2.º  | 39,1 / 100,0 |
| Alemanha Ocidental | União Social-Cristã                | 8 / 81    | 3.º  | 10,1 / 100,0 |
| Bélgica            | Partido Popular Cristão (Flandres) | 7 / 13    | 1.º  | 48,1 / 100,0 |
| Bélgica            | Partido Social Cristão (Valónia)   | 3 / 11    | 2.º  | 21,2 / 100,0 |
| França             | União pela Democracia Francesa     | 8 / 81    | 1.º  | 27,6 / 100,0 |
| Grécia (1981)      | Nova Democracia                    | 8 / 24    | 2.º  | 31,3 / 100,0 |
| Irlanda            | Fine Gael                          | 4 / 15    | 2.º  | 33,1 / 100,0 |
| Itália             | Democracia Cristã                  | 29 / 81   | 1.º  | 36,5 / 100,0 |
| Itália             | Partido Popular Sul Tirolês        | 1 / 81    | 11.º | 0,6 / 100,0  |
| Luxemburgo         | Partido Popular Social Cristão     | 3 / 6     | 1.º  | 36,1 / 100,0 |
| Países Baixos      | Apelo Democrata-Cristão            | 10 / 25   | 1.º  | 35,6 / 100,0 |

### Grupo dos Democratas Europeus (ED)
| País        | Partido                     | Deputados | CI. | Resultado    |
| ----------- | --------------------------- | --------- | --- | ------------ |
| Dinamarca   | Democratas de Centro        | 1 / 15    | 5.º | 6,1 / 100,0  |
| Dinamarca   | Partido Popular Conservador | 2 / 15    | 4.º | 14,0 / 100,0 |
| Reino Unido | Partido Conservador         | 60 / 78   | 1.º | 48,4 / 100,0 |
| Reino Unido | Partido Unionista do Ulster | 1 / 3     | 3.º | 21,9 / 100,0 |

### Grupo dos Comunistas e Aliados (COM)
| País          | Partido                                | Deputados | CI. | Resultado    |
| ------------- | -------------------------------------- | --------- | --- | ------------ |
| Dinamarca     | Partido Popular Socialista             | 1 / 15    | 7.º | 4,7 / 100,0  |
| França        | Partido Comunista Francês              | 19 / 81   | 3.º | 20,5 / 100,0 |
| Grécia (1981) | Partido Comunista da Grécia            | 3 / 24    | 3.º | 12,8 / 100,0 |
| Grécia (1981) | Partido Comunista da Grécia (Interior) | 1 / 24    | 4.º | 5,3 / 100,0  |
| Itália        | Partido Comunista Italiano             | 24 / 81   | 2.º | 29,6 / 100,0 |

### Grupo Liberal Democrata (LD)
| País               | Partido                                       | Deputados | CI. | Resultado    |
| ------------------ | --------------------------------------------- | --------- | --- | ------------ |
| Alemanha Ocidental | Partido Democrático Liberal                   | 4 / 81    | 4.º | 6,0 / 100,0  |
| Bélgica            | Liberais e Democratas Flamengos               | 2 / 13    | 3.º | 15,3 / 100,0 |
| Bélgica            | Partido Reformador Liberal                    | 2 / 11    | 4.º | 17,8 / 100,0 |
| Dinamarca          | Venstre                                       | 3 / 15    | 3.º | 14,4 / 100,0 |
| França             | União pela Democracia Francesa                | 17 / 81   | 1.º | 27,6 / 100,0 |
| Irlanda            | Independente                                  | 1 / 15    |     |              |
| Itália             | Partido Liberal Italiano                      | 3 / 81    | 7.º | 3,6 / 100,0  |
| Itália             | Partido Republicano Italiano                  | 2 / 81    | 8.º | 2,6 / 100,0  |
| Luxemburgo         | Partido Democrata                             | 2 / 6     | 2.º | 28,1 / 100,0 |
| Países Baixos      | Partido Popular para a Liberdade e Democracia | 4 / 25    | 3.º | 16,1 / 100,0 |

### Grupo dos Democratas Europeus de Progresso (EPD)
| País        | Partido                        | Deputados | CI. | Resultado    |
| ----------- | ------------------------------ | --------- | --- | ------------ |
| Dinamarca   | Partido do Progresso           | 1 / 15    | 6.º | 5,7 / 100,0  |
| França      | Reagrupamento para a República | 15 / 81   | 4.º | 16,3 / 100,0 |
| Irlanda     | Fianna Fáil                    | 5 / 15    | 1.º | 34,7 / 100,0 |
| Reino Unido | Partido Nacional Escocês       | 1 / 78    | 4.º | 1,8 / 100,0  |

### Grupo Técnico dos Independentes (GTI)
| País      | Partido                                      | Deputados | CI.  | Resultado    |
| --------- | -------------------------------------------- | --------- | ---- | ------------ |
| Bélgica   | União Popular                                | 1 / 13    | 4.º  | 9,7 / 100,0  |
| Dinamarca | Movimento Popular contra a CEE               | 4 / 15    | 2.º  | 20,9 / 100,0 |
| Irlanda   | Fianna Fáil Independente                     | 1 / 15    | 4.º  | 6,1 / 100,0  |
| Itália    | Democracia Proletária                        | 1 / 81    | 10.º | 0,7 / 100,0  |
| Itália    | Partido da Unidade Proletária pelo Comunismo | 1 / 81    | 9.º  | 1,2 / 100,0  |
| Itália    | Partido Radical                              | 3 / 81    | 6.º  | 3,7 / 100,0  |

### Grupo dos Não-Inscritos (NI)
| País          | Partido                                    | Deputados | CI. | Resultado    |
| ------------- | ------------------------------------------ | --------- | --- | ------------ |
| Bélgica       | Frente Democrática dos Francófonos         | 2 / 11    | 3.º | 19,8 / 100,0 |
| Grécia (1981) | Partido do Socialismo Democrático          | 1 / 24    | 5.º | 4,3 / 100,0  |
| Grécia (1981) | Partido Progressista                       | 1 / 24    | 6.º | 2,0 / 100,0  |
| Itália        | Movimento Social Italiano-Direita Nacional | 4 / 81    | 4.º | 5,5 / 100,0  |
| Países Baixos | Democratas 66                              | 2 / 25    | 4.º | 9,0 / 100,0  |
| Reino Unido   | Partido Unionista Democrático              | 1 / 3     | 1.º | 29,8 / 100,0 |